# Unterlamm (Gemeinde Deutsch-Griffen)
Unterlamm ist eine Ortschaft in der Gemeinde Deutsch-Griffen im Bezirk Sankt Veit an der Glan in Kärnten. Die Ortschaft hat 2 Einwohner (Stand 1. Jänner 2025).

## Lage
Die Ortschaft liegt in den Gurktaler Alpen, im Westen der Gemeinde Deutsch-Griffen, im Graben des Lammbachs, einem rechten Seitental des Griffener Tals. Unterlamm befindet sich etwa 4 km westlich des Gemeindehauptorts Deutsch Griffen, und etwa 2 km Luftlinie östlich von Hochrindl, auf dem Gebiet der Katastralgemeinde Deutsch Griffen.
Zur Ortschaft gehören die Höfe Plotschbauer (Plotscher, Nr. 2) und Stoichart (Steiger, Nr. 4). Rieser, Braunitsch und Bachkeusche sind abgekommen.

## Geschichte
Ab Gründung der politischen Gemeinden Mitte des 19. Jahrhunderts gehörte Unterlamm zur Gemeinde Deutsch-Griffen. Bei der Kärntner Gemeindestrukturreform von 1973 kam der Ort an die damals neu errichtete Gemeinde Weitensfeld-Flattnitz, seit deren Auflösung 1991 gehört die Ortschaft wieder zur Gemeinde Deutsch-Griffen.

## Bevölkerungsentwicklung
Für die Ortschaft ermittelte man folgende Einwohnerzahlen:
- 1869: 5 Häuser, 32 Einwohner[2]
- 1880: 5 Häuser, 42 Einwohner[3]
- 1890: 5 Häuser, 37 Einwohner[4]
- 1900: 4 Häuser, 13 Einwohner[5]
- 1910: 3 Häuser, 11 Einwohner[6]
- 1923: 3 Häuser, 24 Einwohner[7]
- 1934: 27 Einwohner[8]
- 1961: 3 Häuser, 19 Einwohner[9]
- 2001: 2 Gebäude (davon 1 mit Hauptwohnsitz) mit 2 Wohnungen und 1 Haushalt; 4 Einwohner und 0 Nebenwohnsitzfälle; 0 Arbeitsstätten, 1 land- und forstwirtschaftlicher Betrieb[10]
- 2011: 2 Gebäude, 2 Einwohner, 1 Haushalt, 0 Arbeitsstätten[11]
- 2021: 2 Gebäude, 2 Einwohner, 1 Haushalt, 1 Arbeitsstätte[12]